# الشعوذة الأسيوية

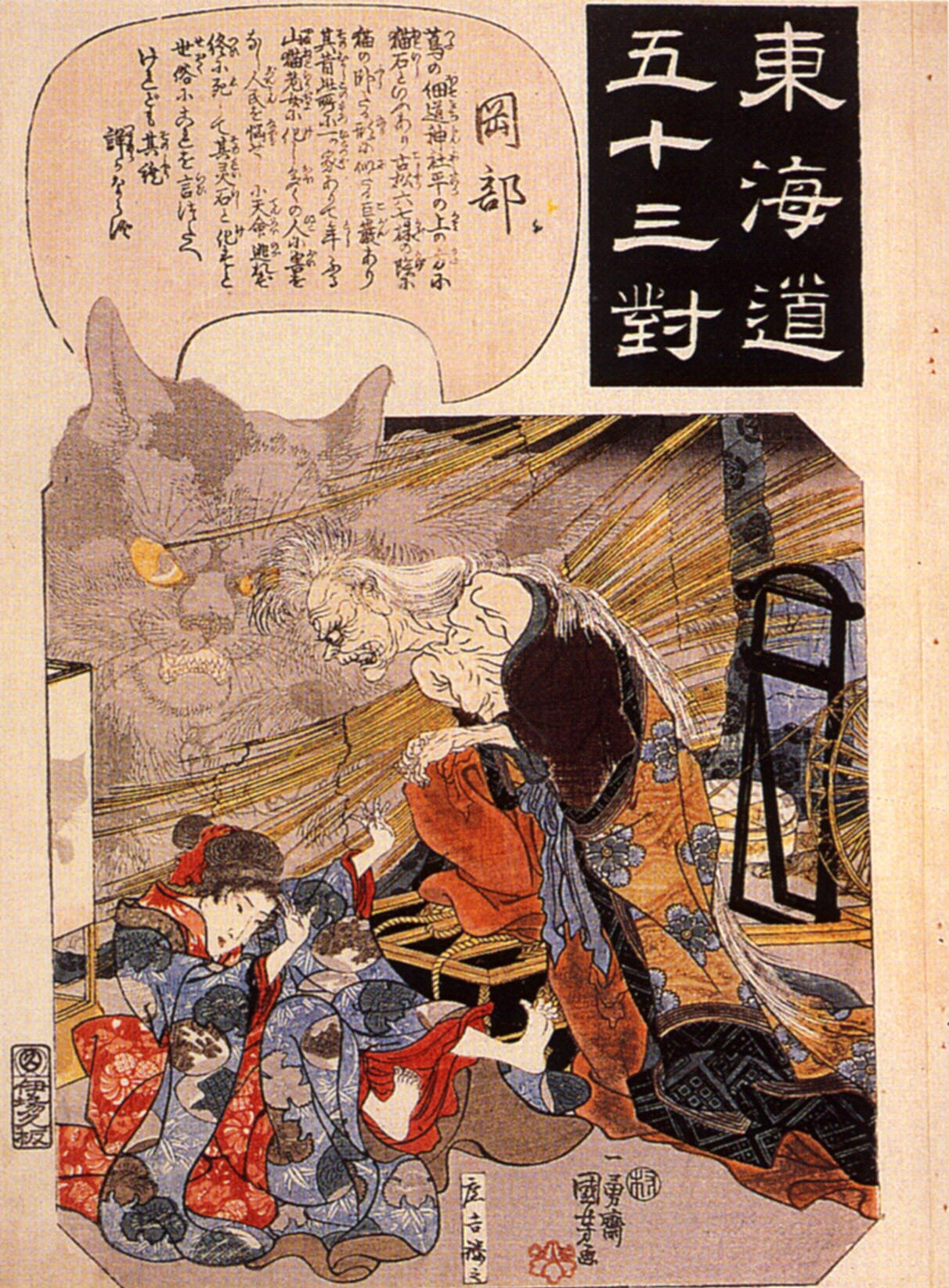
نحت على خشب، أوبان تيت إي

تشير الشعوذة الآسيوية إلى أي نوع أو كل أنواع السحر والشعوذة التي تمارس في قارة أسيا.

## الشرق الأوسط

### الشرق الأدنى القديم
يعتقد أن السحر وممارساته كان شائعاً في القرون الماضية. في حضارتي مصر القديمة وبابل، واللتان لعبتا دوراً بارزاً في توضيح ممارسة الشعوذة قديماً كما تظهر السجلات الموجودة بوضوح. يكتفي بالإستشهاد بمقطع قصير من شريعة حمورابي (والتي يعود تاريخها 2000 قبل الميلاد).
«إذا وضع رجل تعويذة على رجل آخر ولم يكن له ما يبرره، فإن الذي وضع عليه التعويذ يذهب إلى النهر المقدس؛ في النهر المقدس يغطس، إذا تغلب عليه النهر المقدس وغرق، فإن الرجل الذي وضع عليه تعويذة يسيطر على منزله. إذا أعلن النهر المقدس أنه بريء ولم يصب بأذى، فإن الرجل الذي وضع تعويذة سيُقتل. من غرق في النهر يسيطر على منزل من وضع التعويذة عليه.»

### الكتاب العبري
في كتاب التناخ اليهودي، تم ذكر كلمة السحر مرات عديدة. ولا يبدو أن الإدانات القوية لمثل هذه الممارسات التي نقرأها تستند إلى افتراض الاحتيال والغش بقدر ما تستند إلى رجس الإيمان بالسحر في حد ذاته. في بعض الآيات مثل كتاب سفر التثنية 18: 11-12 وسفر الخروج 22:18 مثل «لاتدع ساحرة تعيش» قدمت مبررات إنجيلية لصيد السحرة أثناء الفترة الحديثة المبكرة. يعود أصل كلمة ساحر أو مشعوذ في الإنجيل إلى كلمة كاشاف kashaf כָּשַׁף من «الشعوذة». قدم الإنجيل بعض الأدلة على أن هذه الوصايا تم تنفيذها من قبل الملوك اليهود.
«فتنكّر شاول ولبس ثيابا أخرى وذهب هو ورجلان معه وجاءوا إلى المرأة ليلا وقال اعرفي لي بالجان واصعدي لي من اقول لك9 فقالت له المرأة هوذا أنت تعلم ما فعل شاول كيف قطع اصحاب الجان والتوابع من الأرض. فلماذا تضع شركا لنفسي لتميتها؟».
تترجم فعل الكلمة العبرية הכרית، والموجودة في نسخة الملك جيمس، إلى قطع، ويمكن أيضا أن تترجم إلى قتل بالجملة أو إبادة.

### العهد الجديد
يدين العهد الجديد هذه الممارسة باعتبارها رجسًا، تمامًا كما هو الحال في العهد القديم (رسالة بولس إلى أهل غلاطية 20:5، بالمقارنة مع سفر رؤيا يوحنا 8:21؛ 22:15؛ وسفر أعمال الرسل 8:9; 13:6).
مع ذلك، أُثيرت بعض النقاشات والجدالات حول ما إذا كانت الكلمة المستخدمة في رسالة بولس إلى أهل غلاطية وسفر رؤيا يوحنا، والمكتوبة باللغة اليونانية العامية المختلطة φαρμακεία pharmakeía، تُترجم بشكل صحيح على أنها الشعوذة، حيث كانت الكلمة شائعة الاستخدام لوصف الاستخدام الضار للأدوية.

### الإسلام
تشمل العرافة والسحر في الإسلام مجموعة ومصطلحات واسعة من الممارسات، بما في ذلك السحر الأسود، والتصدى للعين الشريرة، وإنتاج التمائم وغيرها من المعدات السحرية، والاستغاثة بالمخلوقات، والعرافة، وعلم التنجيم، وعلم الفراسة.
المسلمون، أتباع دين الإسلام، يؤمنون عمومًا بوجود السحر والسحر الأسود، ويحرمون ممارسة هذا السلوك، بل تعد كبيرة من الكبائر. المرجع الأكثر شهرة للسحر في الإسلام هو سورة الفلق، وتعد وسيلة لدرء السحر الأسود -بإذن الله- :
(قُلْ أَعُوذُ بِرَبِّ الْفَلَقِ (1) مِنْ شَرِّ مَا خَلَقَ (2) وَمِنْ شَرِّ غَاسِقٍ إِذَا وَقَبَ (3) وَمِنْ شَرِّ النَّفَّاثَاتِ فِي الْعُقَدِ (4) وَمِنْ شَرِّ حَاسِدٍ إِذَا حَسَدَ (5))
يؤمن المسلمون أن الشياطين هي من علمت السحر الأسود للبشرية:
(وَاتَّبَعُوا مَا تَتْلُو الشَّيَاطِينُ عَلَىٰ مُلْكِ سُلَيْمَانَ ۖ وَمَا كَفَرَ سُلَيْمَانُ وَلَٰكِنَّ الشَّيَاطِينَ كَفَرُوا يُعَلِّمُونَ النَّاسَ السِّحْرَ وَمَا أُنزِلَ عَلَى الْمَلَكَيْنِ بِبَابِلَ هَارُوتَ وَمَارُوتَ ۚ وَمَا يُعَلِّمَانِ مِنْ أَحَدٍ حَتَّىٰ يَقُولَا إِنَّمَا نَحْنُ فِتْنَةٌ فَلَا تَكْفُرْ ۖ فَيَتَعَلَّمُونَ مِنْهُمَا مَا يُفَرِّقُونَ بِهِ بَيْنَ الْمَرْءِ وَزَوْجِهِ ۚ وَمَا هُم بِضَارِّينَ بِهِ مِنْ أَحَدٍ إِلَّا بِإِذْنِ اللَّهِ ۚ وَيَتَعَلَّمُونَ مَا يَضُرُّهُمْ وَلَا يَنفَعُهُمْ ۚ وَلَقَدْ عَلِمُوا لَمَنِ اشْتَرَاهُ مَا لَهُ فِي الْآخِرَةِ مِنْ خَلَاقٍ ۚ وَلَبِئْسَ مَا شَرَوْا بِهِ أَنفُسَهُمْ ۚ لَوْ كَانُوا يَعْلَمُونَ (102))
ربط طلاب تاريخ الدين العديد من الممارسات السحرية في الإسلام بالتقاليد التركية ما قبل الإسلامية وشرق إفريقيا. وأبرز هذه العادات هي الزار.

### اليهودية
تنظر الشريعة اليهودية إلى ممارسة السحر على أنها محملة بالوثنية أو/ واستحضار الأرواح، وكلاهما يعدان من المخالفات دينية وممارستين خطيرتين في اليهودية. وفقًا للمصادر اليهودية التقليدية، من الأمور المسلمة أنه بينما السحر موجود، إلا أنه يُمنع ممارسته على أساس أنه عادة ما يتضمن عبادة آلهة أخرى.

## الهند
الإيمان بالقوى الخارقة للطبيعة قوي في أجزاء معينة من الهند، ويتم الإبلاغ عن عمليات إعدام دون محاكمة السحرة في الصحافة من وقت لآخر.

## اليابان
في الممارسات الدينية والطقوسية اليابانية، يمكن تقسيم السحرة عادة إلى فئتين: أولئك الذين يستخدمون الثعابين كقرناء أو شياطين، وأولئك الذين يستخدمون الثعالب.

## كوريا
تم حظر التأثير على الآخرين باستخدام السحر والشعوذة في مملكة جوسون من قبل البلاط الملكي. عند اكتشاف أن الزوجة هووي بين كيم قد استخدمت السحر على ولي العهد سيجونغ، وصفها سيجونغ الكبير بأنها «ساحرة» أو «وحش شرير» (بالهانجا: 妖邪) وتم إقصاؤها من القصر الملكي.

## آسيا الوسطى
السحر هو سمة من الأساطير التقليدية التي تواجدت في كازاخستان وطاجيكستان، والموثقة منذ القرن السادس عشر. ويعتقد أنه بمجرد موت الإنسان فإن روحه تكون مملوكة للساحر الذي قتلهم.